# Ancistrus dubius
Ancistrus dubius är en fiskart som beskrevs av Eigenmann och Eigenmann, 1889. Ancistrus dubius ingår i släktet Ancistrus och familjen Loricariidae. Inga underarter finns listade i Catalogue of Life.